# Kachowkaer Stausee
Der Kachowkaer Stausee (ukrainisch Каховське водосховище Kachowske wodoschowyschtsche; russisch Каховское водохранилище Kachowskoje wodochranilischtsche) lag im Süden der Ukraine am Unterlauf des Dnepr in der Schwarzmeerniederung und stellte die letzte (untere) Stufe einer Serie von sechs Stauseen entlang des Dnepr dar. Der Stausee war nach der am Ufer gelegenen Stadt Kachowka benannt und lag in den drei ukrainischen Verwaltungsbezirken Dnipropetrowsk, Saporischschja und Cherson. Er hatte eine Größe von 2155 km², fasste regulär 18,2 Mrd. m³ Wasser und wies eine maximale Wassertiefe von 32 Metern auf. Wegen seiner gewaltigen Abmessungen wurde er auch als „Meer“ bezeichnet.
Die Staumauer sowie das Wasserkraftwerk Kachowka wurden am 6. Juni 2023 während des russisch-ukrainischen Krieges zerstört, so dass der Stausee als solcher auch nicht mehr vorhanden ist.
Ohne diesem Stausee mangelt es dem nahen Kernkraftwerk Saporischschja an Kühlwasser und Stromversorgung. Es ist seit April 2024 vollständig kaltabgeschaltet.

## Geschichte

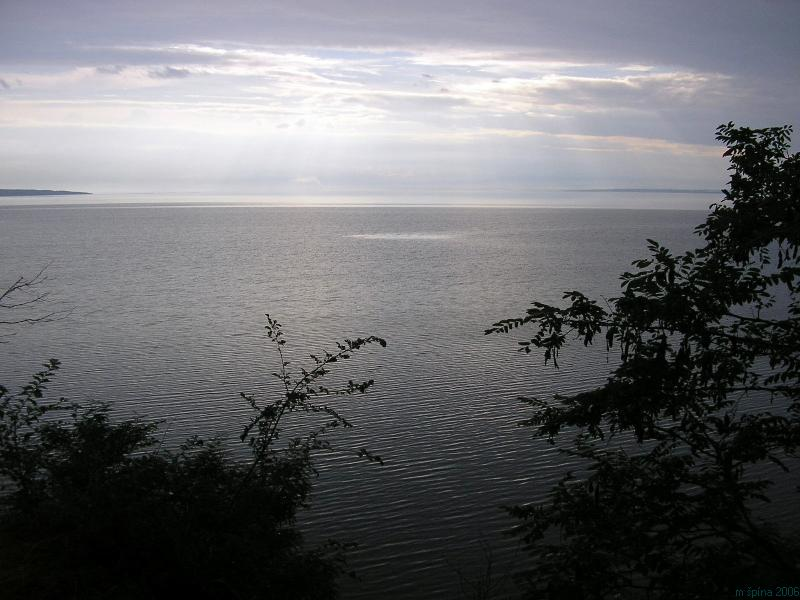
Blick auf den Stausee

### Bau
Infolge des Baus der Staustufe für das Wasserkraftwerk Kachowka (von 1950 bis 1955) wurde der Dnepr von 1955 bis 1958 zwischen den Städten Nowa Kachowka und Saporischschja eingestaut. Mit dem Bau sollte die Bewässerung für nachhaltige Ernteerträge im Süden der Ukraine einschließlich der Krim gesichert, die hochproduktive Viehzucht weiterentwickelt und die Erzeugung von elektrischer Energie aus Wasserkraft gesteigert werden. Eine weitere wichtige Funktion war die Verbesserung der Schifffahrt auf dem Dnepr durch die Regulierung der Wasserstände oberhalb und unterhalb der Stauanlage. Diese wurde durch eine Schleuse mit ca. 15–16 m Hubhöhe für Schiffe passierbar gemacht.

### Russischer Überfall auf die Ukraine
Während der russischen Invasion der Ukraine geriet der Stausee ab Ende Februar 2022 unter russische Kontrolle. Als sich die ukrainischen Truppen im September 2022 zur Gegenoffensive in der Region Cherson formierten, wurden von ukrainischer Seite Befürchtungen geäußert, dass die russischen Besatzer den Staudamm sprengen könnten. Dies würde zu einer lokalen Überschwemmungskatastrophe führen und die Wasserversorgung weiter Teile der südlichen Ukraine beeinträchtigen. Die russische Seite behauptete ihrerseits, die Ukraine plane eine Zerstörung der Staumauer. Militäranalysten erklärten jedoch, dass niemand ein Interesse daran haben könne, die Staumauer zu zerstören, da dies negative Auswirkungen für beide Seiten hätte. Tatsächlich war die über die Staumauer führende Straße bereits im Sommer 2022 durch ukrainische Angriffe für Fahrzeuge unpassierbar gemacht worden. Im Zuge des russischen Rückzugs wurden am 10./11. November 2022 die drei nordwestlichsten der 28 Segmente der Straßen- und der Eisenbahnbrücke zerstört. Dabei wurden auch die darunter befindlichen Schütze Nr. 26 bis 28 der drei betroffenen Überlauf-Segmentwehre beschädigt.
Ein auf den 2. Januar 2023 datiertes Satellitenbild zeigt, dass nur wenig Wasser über diese drei beschädigten Schütze hinwegströmte. Über diesen fehlte auch die Kranbahn, so dass diese drei Schütze nicht mehr manipuliert werden konnten. Indes sollten die beiden auf der Mauerkrone laufenden Portalkräne, mit denen die Schütze gesenkt und gehoben wurden, bei der Sprengung vom November 2022 unbeschädigt geblieben sein. Die Kräne sind auf dem Satellitenbild im südöstlichen Bereich der Staumauer über den Schützen 3 und 8 zu sehen, die zwischen ihnen befindlichen Schütze 5 bis 7 waren maximal nach oben gezogen, unter ihnen strömte in üppigem Maße Wasser aus dem Stausee. Auch die Schütze 1 bis 4 ließen Wasser durch, weiterhin war auch aus den Turbinen ausströmendes Wasser zu sehen. Die Straße über die Staumauer wies auf dem Satellitenbild im Bereich der Schütze 3 und 4 bereits Beschädigungen auf. Diese waren im August 2022 durch ukrainische Angriffe mit HIMARS-Raketen entstanden.
In den ersten beiden Monaten des Jahres 2023 wurde in ungewöhnlichem Maße (zwischen 600 und 1500 m³/s) Wasser abgelassen, der Seespiegel sank täglich um etwa 2 cm. Nach anderen Angaben erfolgte dieser Ablass schon im Dezember 2022 und Januar 2023, ab Mitte Februar von einem starken, bis Mitte Mai andauernden Anstieg gefolgt. Dieser Ablass ergab einen historisch tiefen Wasserstand, wie er zuletzt bei der Erstaufstauung des Sees in den 1960er Jahren vorlag. Ende März 2023 lag der Pegel bei 13,8–14 m, Ende April aufgrund der Schneeschmelze bei 14,4 m. Bis zum Juni erhöhte sich der Spiegel schnell auf über 17 m, bereits Ende Mai wurden die Schütze überspült.

### Zerstörung der Staumauer
Am 6. Juni 2023 gegen 02:50 Uhr Ortszeit wurde die bis dahin von Russland kontrollierte Staumauer zerstört. Die Ukraine beschuldigte Russland, die Staumauer gesprengt zu haben, und sprach von einem „Terrorakt“; Russland dagegen machte ukrainischen Beschuss für die Zerstörung verantwortlich. Bis zu 80 Ortschaften flussabwärts waren von Überschwemmungen bedroht und der Nord-Krim-Kanal war weitgehend von seiner Wasserversorgung abgeschnitten. Nach Angaben der örtlichen Behörden lebten etwa 16.000 Menschen in der „kritischen Zone“.
Das massive Wasserablassen zu Jahresanfang 2023 unter russischer Kontrolle des Damms auf einen Pegelstand wie zuletzt in den 1960er Jahren wurde als Vorbereitung für eine angedachte Sprengung der Mauer interpretiert. Am 6. Juni zum Zeitpunkt der Zerstörung der Staumauer lag der Stauseespiegel am Pegel des KKW Saporischschja bei 16,8 m, um 08:00 Uhr bei etwa 16,4 m. Er sank dann tagsüber um etwa 5 cm je Stunde ab.
Die Zeitschrift Osteuropa veröffentlichte in ihrer Ausgabe 1–2/2023 einen Artikel, dessen Autoren zu folgendem Fazit kamen:

„Leider besteht Grund zu der Annahme, dass Russlands Besatzungstruppen den Wasserspiegel des Kachovka-Stausees in den ersten Monaten des Jahres 2023 gezielt abgesenkt haben, um bei bestimmten Entwicklungen des Kriegsgeschehens die Staumauer zu sprengen.“

Laut ukrainischem Rettungsstab waren bis zum 12. Juni 14,4 km³, also 72 % des zum Zeitpunkt der Staumauerzerstörung gespeicherten Seeinhalts von 20 Mrd. m³ ausgelaufen.

Querschnitt eines Staumauersegments; hervorgehoben ist der Wartungsstollen im Innern des Wehrkörpers.

In einem investigativen Beitrag vom 16. Juni 2023 rekonstruierte die New York Times die Geschehnisse in den frühen Morgenstunden vom 6. Juni 2023 anhand von Video- und Fotoaufnahmen, Infrarot-Satellitenbildern, seismischen Messungen sowie Befragungen von technischen und militärischen Fachpersonen und Ohrenzeugen, die beidseits des Flusses lebten. Die Autoren belegten, dass am 6. Juni 2023 – im Gegensatz zu früheren Schäden – nicht nur Verkehrswege und Schütze, sondern im Mittelteil der Staumauer auch die überströmbare Wehrschwelle, welche größtenteils unterhalb des Wasserspiegels lag, zerstört wurde. Eine Zerstörung dieses ursprünglich rund 20 m hohen und in Fließrichtung 40 m langen, massiven Betonbauwerks sei nicht durch äußere Einwirkungen, wie einen Luftangriff, zu erklären. Auch ein schleichendes Voranschreiten von zuvor bestehenden (Kriegs-)Schäden oder durch Unterströmung des Wehrkörpers könne ausgeschlossen werden. Es gebe keinen Grund für die Annahme, dass dieser Teil des Wehrs einen entsprechenden Schaden erlitten haben oder unzureichend gewartet worden sein könne. Auch Mängel bei Planung und Bau in den 1950er Jahren seien als Ursache unrealistisch. Vielmehr sprächen die seismischen Messungen, Satellitenaufnahmen wie auch Ohrenzeugenberichte eindeutig für Explosionen. Die Indizien wiesen darauf hin, dass Sprengungen von einem Wartungsstollen aus stattgefunden haben müssten, der tief innerhalb des Wehrkörpers zwischen den beiden Enden der Staumauer verlief. Da ein unbemerkter Zugang und die Beladung dieses Stollens mit Sprengstoff nur von der russisch kontrollierten Seite aus möglich gewesen sei, könne man die Verantwortung nur den Russen zuschreiben.

## Staustufe Kachowka mit Wasserkraftwerk

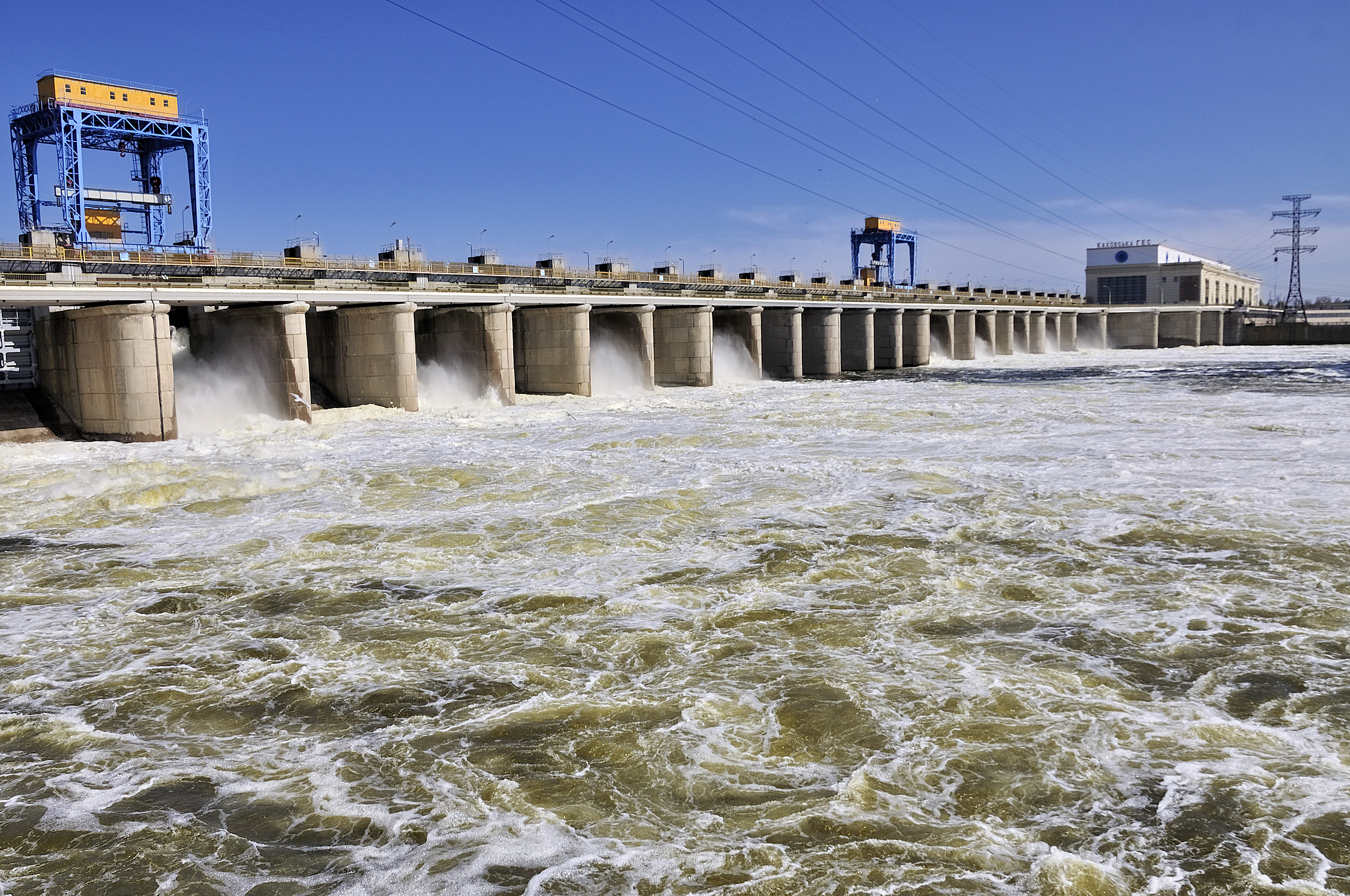
Wasserkraftwerk Kachowka (rechts hinten) und Staumauer des Stausees (Blick von Westen auf die Luftseite)

Das Wasserkraftwerk Kachowka (46° 46′ 38″ N, 33° 22′ 14,6″ O) (ukrainisch Каховська ГідроЕлектроСтанція Kachowska HES, HidroElektroStanzija) lag bei Nowa Kachowka und hatte eine installierte Leistung von 334,8 MW (6 × 55,8 MW). Das Kraftwerk gehörte dem ukrainischen Unternehmen Ukrhidroenerho (Укргідроенерго). Das zugehörige Absperrbauwerk des Stausees bestand aus einem Staudamm und einer überströmbaren Gewichtsstaumauer aus Beton, die mittels segmentweiser Anordnung von 28 Schützen zur Regulierung des Wasserstands diente.
Insgesamt war das Absperrbauwerk 3629 m lang, davon soll der Damm einen Anteil von 2970 m und die Mauer von 437 m gehabt haben. (Das ergibt in Summe 3407 m, das Kraftwerksgebäude deckt weitere ca. 160 m ab, somit differieren die Zahlen um ca. 60 m, die möglicherweise der Schleuse zuzurechnen sind.) Längs über den Damm und die Staumauer führten die Territorialstraße T-47 sowie ein Bahngleis, die beide Dneprufer miteinander verbanden.

## Geographie
Die Länge des Stausees betrug 230 km, die durchschnittliche Breite 9,4 km (maximal 24 km), seine Oberfläche 2155 km², und er fasste ein Wasservolumen von 18,2 km³ bei einem Vollstauspiegel von 16 m (Nominal: Kronstädter Pegel). Nutzbar waren 6,8 km³ Wasservolumen, was einer Absenkung auf die minimale Stauhöhe von 12,7 m entspricht. Der durchschnittliche Wasserstand in den Jahren 1958 bis 1998 lag bei 15,6 m. Der vor der russischen Invasion erreichte Höchststand betrug 16,47 m und wurde 1969 gemessen. Der tiefste Stand (vor der Sprengung der Staumauer) wurde 1960 mit 12,71 m erreicht. Unterhalb eines Pegels von 12,7 m ist die reguläre Kühlwasserzufuhr für die am Südufer gegenüber von Nikopol gelegenen KKW Saporischschja und Wärmekraftwerk Saporischschja nicht mehr gewährleistet. Die durchschnittliche Wassertiefe bei Normalwasserstand betrug 8,4 m (max. 32 m). Die Uferlinie war 896 km lang.
Der Dnepr durchfloss den Kachowkaer Stausee. Etwa 200 Kilometer oberhalb des Kachowkaer Stausees befindet sich bei Saporischja der Stausee Dneprostroi („Dnepr-Stausee“) mit dem Wasserkraftwerk „DniproHES“. Unterhalb der Kachowkaer Talsperre verläuft der Dnepr in Richtung Westen, passiert Cherson und mündet ins Schwarze Meer.
Neben der Energiegewinnung aus Wasserkraft wurde der Kachowkaer Stausee für die Schifffahrt, landwirtschaftliche Bewässerung (sein Wasser ermöglichte u. a. den Anbau von Wein, Obst und Reis), Trinkwasserversorgung und Fischerei genutzt. Darüber hinaus diente er als Erholungsgebiet. Mit dem Nord-Krim-Kanal nimmt hier das ehemals größte und komplexeste Bewässerungssystem Europas seinen Anfang, das bis ins Jahr 2014 u. a. 85 % der Trinkwasserversorgung der Halbinsel Krim sicherstellte. Russland machte im Februar 2022 den Kanal wieder für Wasser zur Krim durchgängig.
Auch der Kachowka-Kanal und der Dnepr-Krywyj-Rih-Kanal zweigten vom Kachowkaer Stausee ab. Letzterer führt Trinkwasser zur Stadt Krywyj Rih.
Am Stausee befanden sich die Stadt Nikopol mit einem Hafen, die Städte Tawrijsk, Kachowka, Kamjanka-Dniprowska, Enerhodar, Dniprorudne und Marhanez sowie die Siedlungen städtischen Typs Wessele, Wassyliwka, Nowoworonzowka, Welyka Lepetycha und Hornostajiwka.